# São Miguel do Oeste
São Miguel do Oeste é um município localizado no oeste do estado de Santa Catarina, na região Sul do Brasil. Sua população em 2024, conforme estimativas do IBGE, era de 46 969 habitantes.
A cidade se destaca pela qualidade de vida, estando entre as melhores do país: ocupa o 37º lugar no IDH nacional e o 10º em Santa Catarina.
É a maior cidade do estado de Santa Catarina próximo à fronteira com a Argentina, ostentando o título de capital do extremo oeste catarinense, polarizando importantes órgãos e instituições de saúde, segurança e educação. É a cidade polo para mais de 20 municípios do extremo oeste catarinense, sediando a Região Geográfica Imediata de São Miguel do Oeste. Está inserida na Região Geográfica Intermediária de Chapecó, cidade da qual está distante 128 km.
É muito utilizada como ponto de parada de turistas argentinos, paraguaios e chilenos que visitam as praias catarinenses ou por brasileiros a caminho das Cataratas do Iguaçu.
São Miguel do Oeste foi fundado em 15 de fevereiro de 1954. A sua população é na grande maioria gaúcha, descendentes de italianos e alemães. O nome da cidade é uma mescla do nome de seu padroeiro, São Miguel Arcanjo, e do nome do distrito que deu origem a cidade, Vila Oeste.

## História

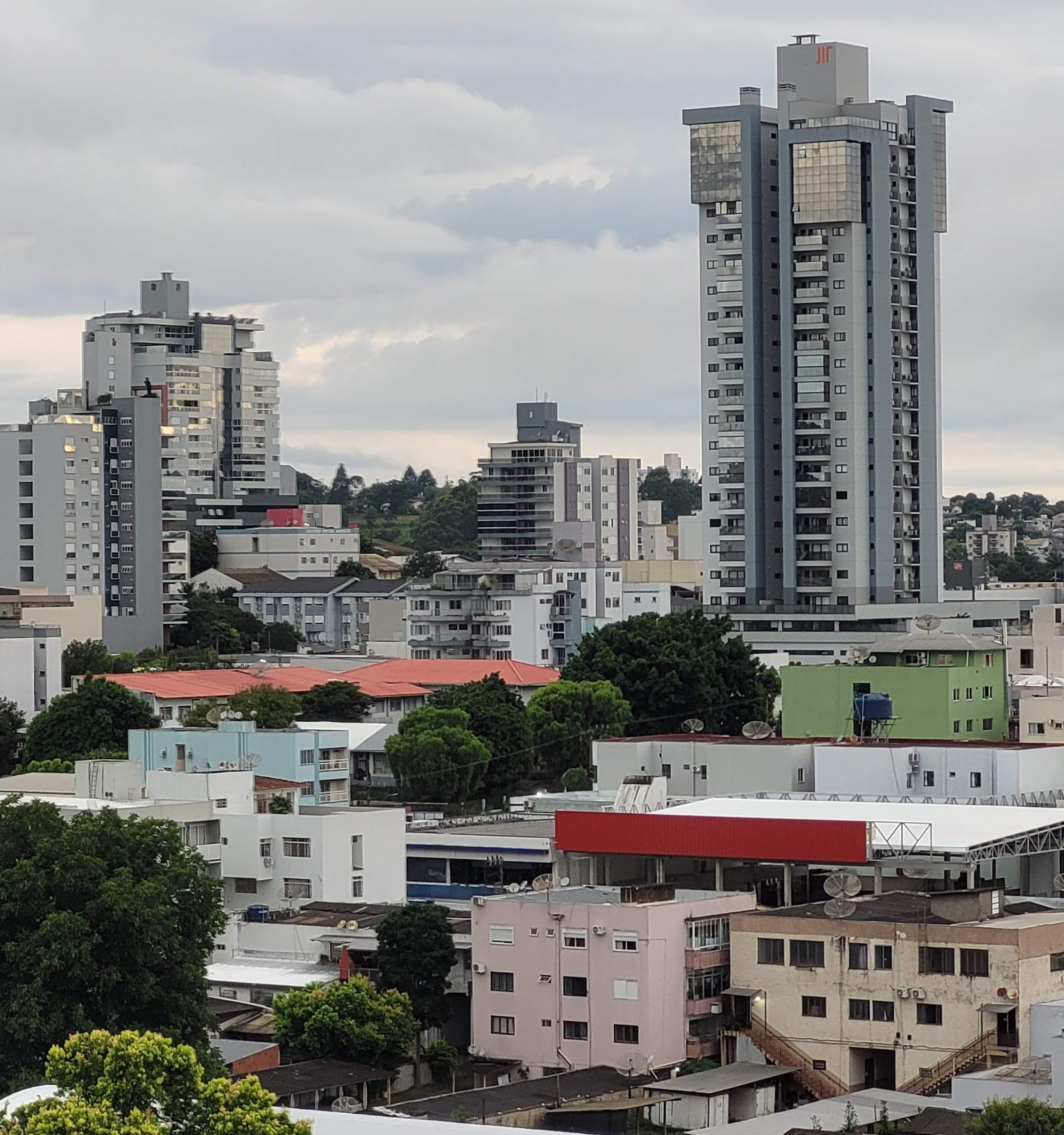
Vista do centro de São Miguel do Oeste.

Parte da área territorial do grande município de Chapecó, que se transformaria na região Extremo Oeste de Santa Catarina, teve a colonização iniciada no princípio dos anos 1920, quando os atuais municípios de Itapiranga e Mondaí, localizados na divisa com o Rio Grande do Sul, receberam os primeiros habitantes. Em diversas regiões do estado do Rio Grande do Sul se propagavam informações sobre a diversidade e quantidade de madeira e as potencialidades da faixa territorial localizada entre o rio Uruguai e o estado do Paraná, o que logo despertou o interesse comercial de colonizadores gaúchos. Nesse período da história, ocorreram as primeiras expedições após o evento das disputas territoriais entre Argentina, Paraná e Santa Catarina. Distante cerca de 70 quilômetros da divisa com o Rio Grande do Sul, Vila Oeste viria a ser colonizada a partir do início dos anos 1940, quando chegaram ao local as primeiras famílias trazidas pela colonizadora Barth, Benetti & Cia Ltda (de sócios Willy Barth, Alberto Dalcanale, Gastão Luiz Benetti, Manuel Passos Maia, Dionisio de Carli e Reinoldo Decarli). Surpresos com a riqueza da região, mas apreensivos com as dificuldades que enfrentariam pela total falta de estrutura, os primeiros moradores iniciaram os trabalhos de exploração da madeiras, instalaram serrarias e construíram as primeiras casas. A partir de 1943 os moradores passaram a ter ajuda da colonizadora, através do seu gerente, Olímpio Dal Magro, comerciante no Rio Grande do Sul, que foi convidado pela empresa para administrar a colonização da região Extremo Oeste catarinense. A companhia tinha um projeto inicial conhecido como "plano piloto", feito pelo Engenheiro Simão Ruas. Esse projeto foi abandonado, pois foi considerado pequeno demais para a cidade que estaria saindo do papel. Naquela ocasião, Ricardo Brüggemann, ficou a cargo da execução de um novo projeto, com a previsão de ruas que medissem 20 metros cortadas por avenidas de 25 metros de largura. Pronto o projeto, ao construir a Avenida Getúlio Vargas, criou-se um impasse quando a diretoria da empresa não concordou com o que chamou de "desperdício de terras". Olímpio Dal Magro impôs, como condição de sua permanência na administração da colonizadora, respeito ao traçado por ele proposto. Assim, os titulares da empresa tiveram que concordar com o plano de Olímpio Dal Magro, relativo a largura das ruas que permaneceram de 20 metros, bem como, respeitando a Avenida Getúlio Vargas que já estava feita. Somente as demais avenidas foram eliminadas do projeto por não verem necessidade uma vez que as ruas tinham largura necessária. Hoje, as ruas Sete de Setembro, Almirante Tamandaré, e Almirante Barroso seriam avenidas como a atual Getúlio Vargas.
É de autoridade de Olímpio Dal Magro, a contratação, em 1947, do primeiro médico que atendeu a população da região, bem como a construção do primeiro hospital de São Miguel do Oeste e a construção da estrada que liga São Miguel do Oeste a Dionísio Cerqueira, chamada de Estrada do Colono, sem nenhum recurso público.
Em 1946 surgiu um movimento em pró da transformação da localidade em município, vindo a ser chamado de Monte Castelo. Pedro Mallmann era o primeiro delegado e junto com uma comitiva foram a Chapecó para transformar o distrito em município.

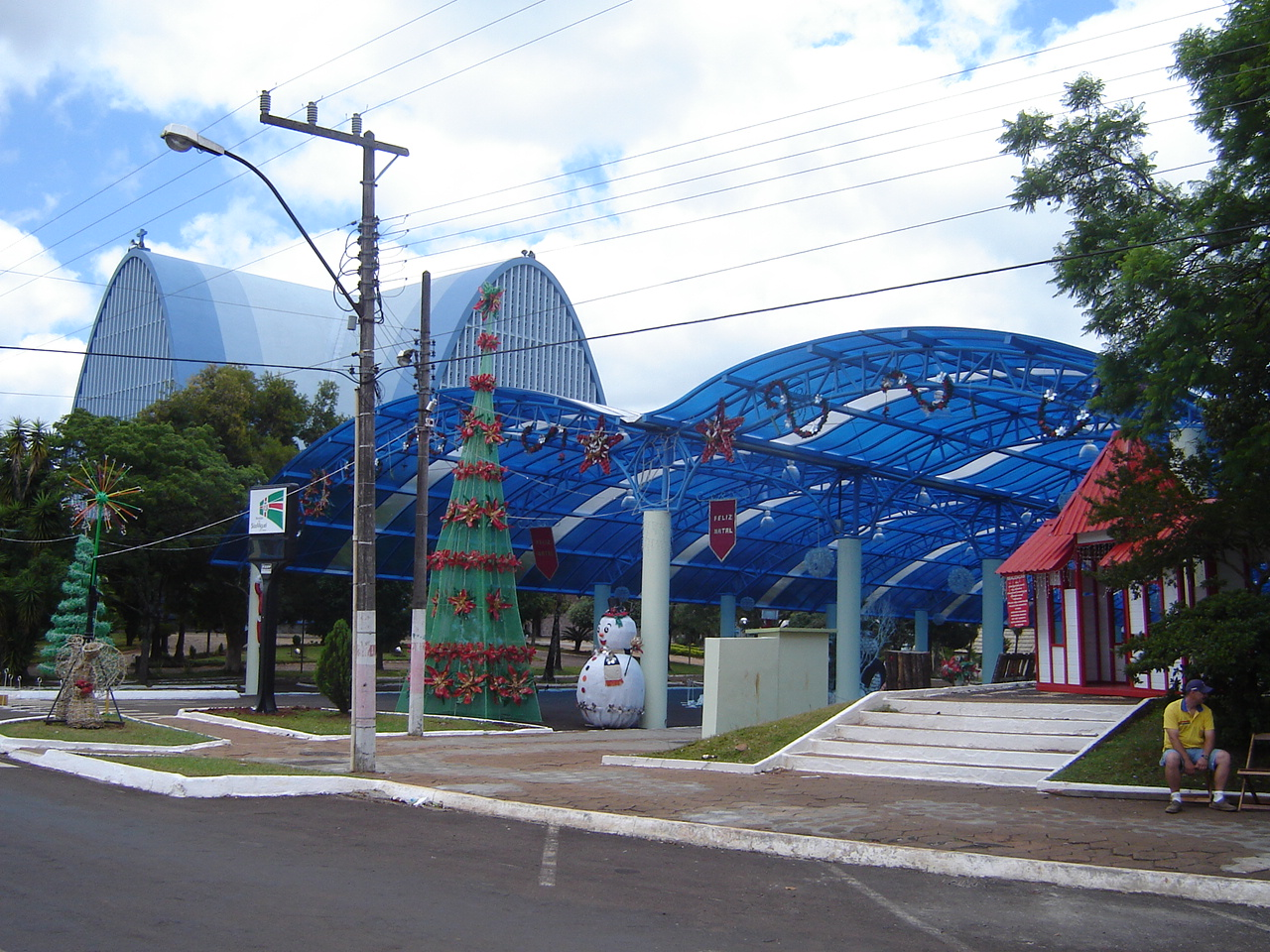
Cobertura da Praça e Igreja Matriz em 2008.

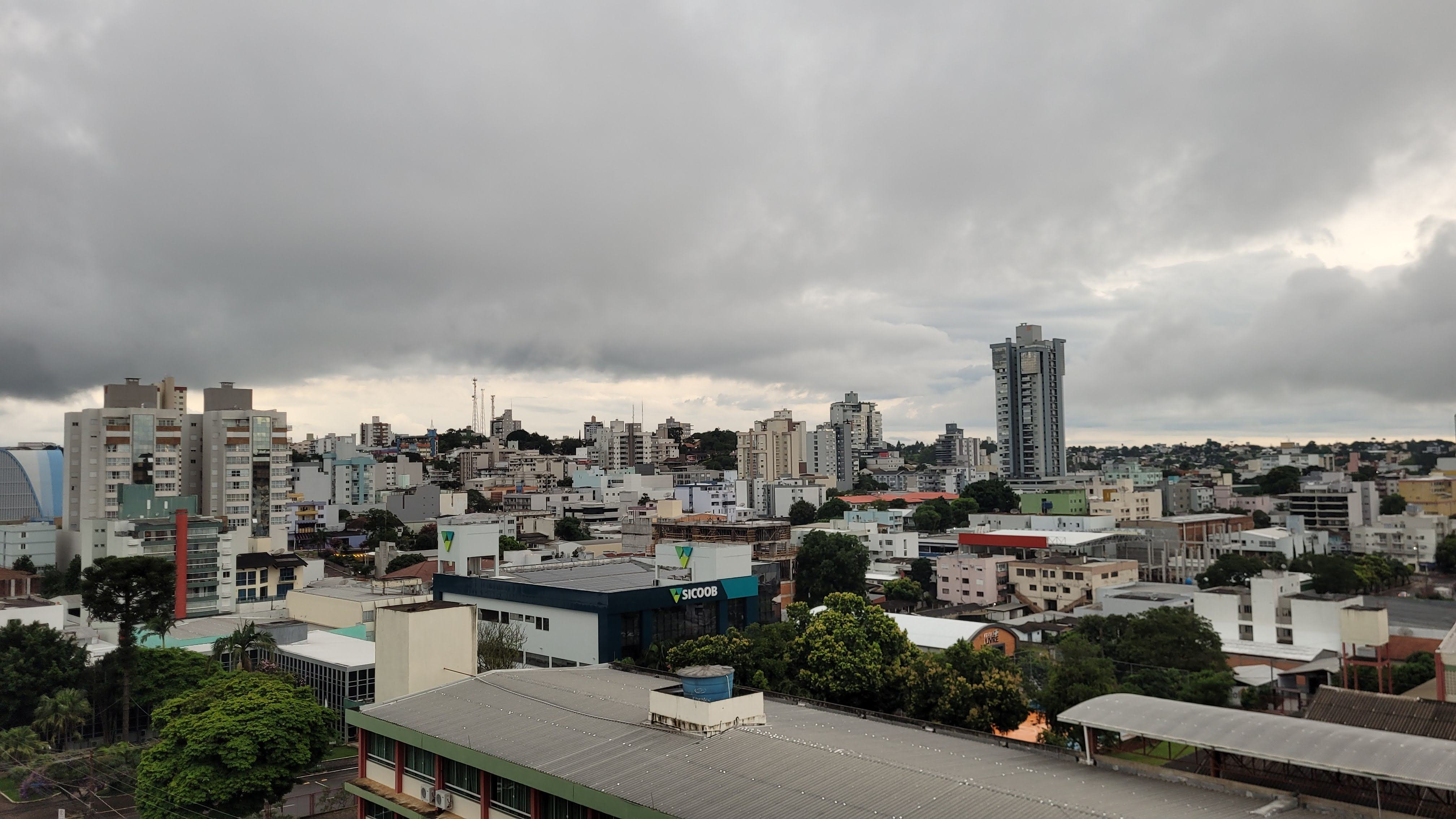
Vista do centro de São Miguel do Oeste.

A área territorial seria extensa: da divisa do Paraná e Argentina, até os rios Chapecó e Uruguai. Mas a tentativa caiu por terra, em 18 de setembro de 1946. Apenas 11 dias antes da instalação de Monte Castelo, entrou em vigor a Nova Constituição Federal, extinguindo os Territórios do Iguaçu e Ponta Porã, devolvendo-os aos seus estados de origem. Em 1949, foi criada a Sociedade Amigos de Vila Oeste, que tinha como meta a transformação da localidade em distrito de Chapecó. Ela serviu para unir a população e, a partir dela, passou-se a apresentar as reivindicações junto ao município sede. Precisava-se de correio, estradas e policiamento. Frequentemente a comissão viajava levando os pedidos dos habitantes. Somente em 1950 foi instalado o distrito, então a Sociedade Amigos de Vila Oeste, extinguiu-se. A busca então passou a ser pela emancipação do distrito. Em 1952, quando o deputado estadual Lenoir Vargas Ferreira, atendendo um pedido da população da então Vila Oeste, propôs uma emenda a Constituição Catarinense, que todos os distritos de até 90 km da fronteira pudessem se emancipar, independentemente do número de habitantes. Somente assim que a Vila Oeste conseguiu se emancipar e transformar-se em São Miguel do Oeste, e assim receber apoio do governo para o progresso vir. A primeira família que se estabeleceu na região foi a de Francisco Ferrasso (11 de Junho de 1940), seguindo-se a de Ângelo Longhi, Reinaldo Pimentel, Caetano Silvestre, Carlos Loesch, Fernando Lohmann, Aureliano Lazarotto, Guerino Andreatta e Olímpio Dal Magro, Pedro Mallmann.

### Administração
Desde a criação até o ano de 2009, 27 pessoas ocuparam o cargo de prefeito miguel-oestino, sendo elas: Leopoldo Olavo Erig, Walnir Bottaro Daniel, Olímpio Dal Magro, Firmino Dal Bosco, Avelino De Bona, Pedro Waldemar Ramgrab, Alexandre Castelli, Leolino João Baldissera, Nilton Castanheira, Ernesto Giehl, Hélio Wasum, Oswaldo Gruber, Ademar Quadros Mariani, Jarcy Antônio De Martini, Augusto Paulo Zorzo, Achylles Priori, Zilto Pedro Simioni, Luiz Basso, Airton José Macarini, José Carlos Zandavali Fiorini, Alcino Ecker, Armelindo Massocco, Gilmar Baldissera, Maria Lúcia Werlang, Lirio Antônio Dalmina, João Carlos Valar, Anacleto Ortigara, Moacir Martello e Nelson Foss da Silva. O primeiro prefeito foi Leopoldo Olavo Erig, até então vereador de Chapecó, que renunciou, e cedeu o cargo a Walnir Bottaro Daniel, que permaneceu até o dia 15 de novembro de 1954, quando aconteceu pela primeira vez eleições no município.
Então Olímpio Dal Magro, colonizador e precursor da região foi eleito prefeito. Entre suas principais obras estão a construção e implantação dos Colégios São José e La Salle Peperi, a abertura de estradas até Bandeirante, Romelândia, Paraíso, Anchieta, Campo Erê, e San Pedro, ligando o município com a Argentina e a construção do aeroporto municipal. Em 1959 foi eleito Avelino de Bona. Suas principais obras foram a construção do estádio municipal, da PCH Salto das Flores, a praça Walnir Bottaro Daniel e a implantação do aeroporto. Após renunciar por motivos particulares, De Bona deu lugar a Leolino João Baldissera e Alexandre Castelli, que concluíram o mandato. Leolino Baldissera teve como principais realizações a interiorização do governo estadual, sendo que por três dias, São Miguel do Oeste virou capital de estado.

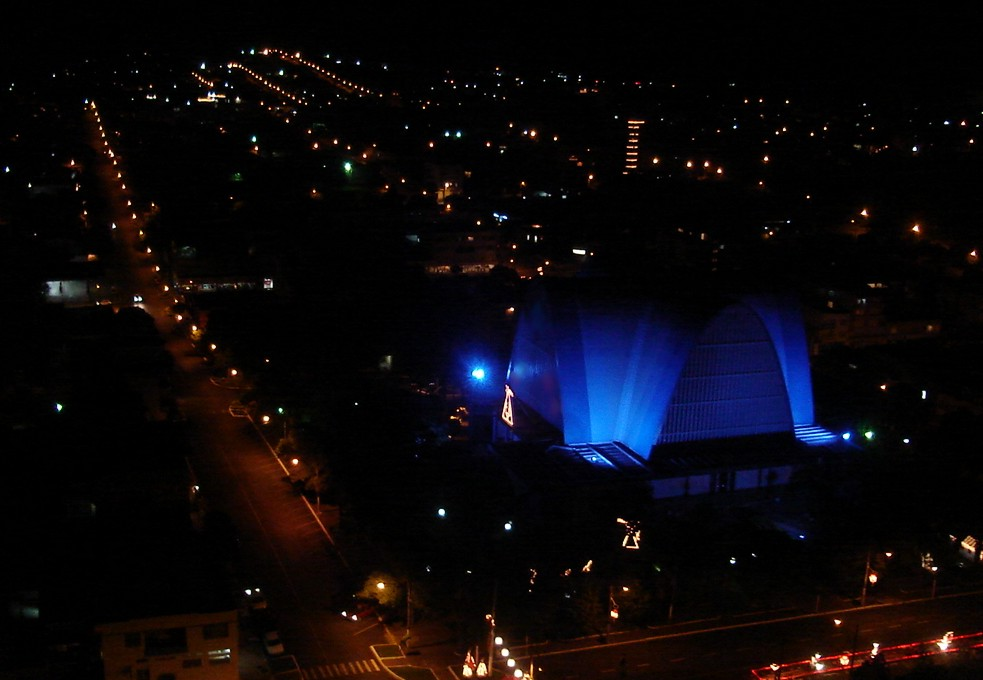
Igreja Miguel-Oestina após a reforma de 2007.

Também foi um dos responsáveis pela vinda do BESC, além de contribuição para a vinda efetiva de energia elétrica e linhas telefônicas para a cidade. Começou as obras do quartel da Polícia Militar e do Corpo de Bombeiros, além do novo prédio do Hospital e Maternidade Vitória T. Missen, a construção do Hospital Cristo Redentor, e da atual Igreja Matriz. Alexandre Castelli por sua vez, teve em seu mandato a abertura da agência do Banco do Brasil, a inauguração da delegacia regional e da cadeia pública. Após vencer em 1965, assumiu os destinos do município Pedro Waldemar Ramgrab. O seu governo foi caracterizado como o período de maior crescimento no município. Foi
durante sua gestão que São Miguel do Oeste foi escolhida município modelo do estado. Suas contribuições foram a conclusão da avenida Getúlio Vargas, a sinalização do trânsito, a estrada ligando a Argentina, a praça municipal e a aquisição do prédio da prefeitura e a construção do fórum do município.
Foi substituído por Nilton Castanheira, que em um ano de mandato, teve como grande realização, a inclusão de São Miguel do Oeste em duas rodovias federais, a BR-163 e a BR-282. Ernesto Giehl e posteriormente Leolino João Baldissera concluiram o mandato, faltando 6 meses, tempo este que assinaram as obras de ligação de água na cidade, pela CASAN. Após ter sido considerado Área de Segurança Nacional em 9 de maio de 1970, assumiu a prefeitura Hélio Wassun. Ele foi nomeado pelo Governador de Santa Catarina, Ivo Silveira, tendo permanecido no cargo até 15 de março de 1975. Em seu governo foi construído o parque de exposições da FAISMO, a Delegacia Regional de Fronteira, a ampliação do aeroporto e a criação da FUNESC (Fundação Universitária do Extremo Oeste de Santa Catarina) entidade que buscava para São Miguel do Oeste a instalação de cursos de nível superior. Em seu lugar assumiu Oswaldo Gruber, permanecendo no cargo até 15 de agosto de mesmo ano, data em que tomou posse Ademar Quadros Mariani. Mariani arborizou a praça e ruas miguel-oestinas, além de ter asfaltado a primeira quadra da cidade, na rua Duque de Caxias. Foi durante o seu governo que o Bamerindus instalou sua agência na cidade.

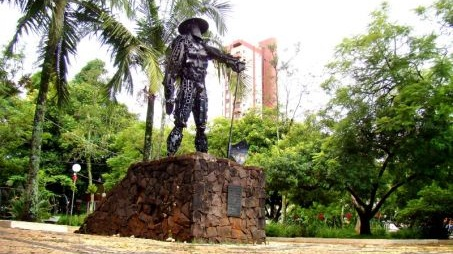
Desbravador, na praça WBD.

Em 22 de janeiro de 1980 foi designado pelo Governador, Jarcy Antonio De Martini, prefeito este que canalizou o lajeado Guamerim e construiu a Praça do Expedicionário. Foi durante o seu governo que São Miguel do Oeste foi eleita a cidade que mais construía no estado, reservados os dados proporcionais. Foi substituído em 8 de setembro de 1984 por Augusto Paulo Zorzo, o último prefeito nomeado. Durante o seu mandato foi concluído o atual prédio da prefeitura municipal, sendo que o seu projeto inicial era de um Hospital Regional, concluído e depois alterado para prefeitura. No dia primeiro de janeiro de 1986, o prefeito Luiz Basso assumiu o comando da capital do Extremo-Oeste. Segundo ele, suas principais obras foram a construção do campus da UNOESC, a Escola Agrotécnica Getúlio Vargas, a Feira Livre Municipal, de um pavilhão e do kartódromo no Parque de Exposições, a reformulação do trevo da BR-282, além da duplicação e iluminação da Avenida Willy Bart e da instalação do IML de São Miguel do Oeste. Em 1989, José Carlos Fiorini assumiu o município. Suas obras foram a construção da Ponte Internacional do rio Peperiguaçu, a construção de três praças, do novo prédio da PM, o acesso asfáltico para o frigorífico da Cooper Central, o início das obras do frigorífico SAFRISMO que, segundo o projeto, daria cerca de três mil empregos diretos e centenas de ruas asfaltadas. Após Fiorini, assumiu Gilmar Baldissera, prefeito este que teve como principal meta sanar as dívidas da prefeitura deixadas pela administração anterior. Iniciou obras de calçamento em 160 quadras, a construção do calçadão da rua Almirante Tamandaré e de 76 abrigos de transporte urbano. Reequipou os bombeiros e destinou o lixo do município em aterro sanitário. Em 2000, foi eleito o prefeito João Carlos Valar. Foi no governo dele que o Hospital Regional do Extremo-Oeste saiu do papel, além do asfaltamento da BR-282 até a cidade de San Pedro-ARG, uma obra federal, construção de calçada na rua Waldemar Rangrab e asfaltamento até as cidades de Bandeirante e Paraíso, obras estaduais. Ampliou o parque de exposições e o aeroporto municipal. Após dois mandatos, assumiu em seu lugar, no ano de 2009, Nelson Foss da Silva, conhecido como Nelsinho. Foi o prefeito que mais construiu creches e no seu governo foi instalado o IFSC, SAMU e inaugurado o Hospital Regional do Extremo-Oeste (HRE). Atualmente o prefeito é Wilson Trevisan, que implementou ligações asfálticas ligando os bairros ao centro da cidade. Com novos sistemas de iluminação e alterações no trânsito visando melhorar a mobilidade urbana.

## Geografia
A área inicial do município era de 607 km² e a atual ficou reduzida a 236 km² devido a criação dos novos municípios de Anchieta, Bandeirante, Barra Bonita, Guaraciaba, Paraíso e Romelândia.

### Clima e Relevo
O relevo do município é formado de áreas que vão desde o plano para o suave ondulado e para o montanhoso. As áreas situadas ao longo dos rios, geralmente são acidentadas, e a margem dos riachos, onduladas. A região faz parte do Planalto Meridional do Brasil sendo suas características:
20% Plano e Suave Ondulado; 30% Ondulado; 40% Forte Ondulado; 10% Montanha e Escarpado.
O clima é subtropical úmido, com temperatura média anual de 18 °C, caindo para abaixo de 10 °C, com geadas, e chegando próximo dos 30 °C no verão, quando sopram os ventos alísios, quentes, provocando chuvas, muitas vezes de granizo, que prejudicam as lavouras.
| Dados climatológicos para São Miguel do Oeste | Dados climatológicos para São Miguel do Oeste | Dados climatológicos para São Miguel do Oeste | Dados climatológicos para São Miguel do Oeste | Dados climatológicos para São Miguel do Oeste | Dados climatológicos para São Miguel do Oeste | Dados climatológicos para São Miguel do Oeste | Dados climatológicos para São Miguel do Oeste | Dados climatológicos para São Miguel do Oeste | Dados climatológicos para São Miguel do Oeste | Dados climatológicos para São Miguel do Oeste | Dados climatológicos para São Miguel do Oeste | Dados climatológicos para São Miguel do Oeste | Dados climatológicos para São Miguel do Oeste |
| Mês                                           | Jan                                           | Fev                                           | Mar                                           | Abr                                           | Mai                                           | Jun                                           | Jul                                           | Ago                                           | Set                                           | Out                                           | Nov                                           | Dez                                           | Ano                                           |
| --------------------------------------------- | --------------------------------------------- | --------------------------------------------- | --------------------------------------------- | --------------------------------------------- | --------------------------------------------- | --------------------------------------------- | --------------------------------------------- | --------------------------------------------- | --------------------------------------------- | --------------------------------------------- | --------------------------------------------- | --------------------------------------------- | --------------------------------------------- |
| Temperatura máxima média (°C)                 | 29                                            | 28,5                                          | 26,8                                          | 23,8                                          | 20,6                                          | 19,3                                          | 20,1                                          | 22                                            | 23,6                                          | 25,7                                          | 27,3                                          | 27,8                                          | 24,5                                          |
| Temperatura média (°C)                        | 22,6                                          | 22,2                                          | 20,4                                          | 17,6                                          | 14,7                                          | 13,4                                          | 13,6                                          | 15,2                                          | 16,8                                          | 18,9                                          | 20,6                                          | 21                                            | 18,1                                          |
| Temperatura mínima média (°C)                 | 16,3                                          | 16                                            | 14,1                                          | 11,4                                          | 8,8                                           | 7,6                                           | 7,2                                           | 8,4                                           | 10,1                                          | 12,2                                          | 13,9                                          | 14,3                                          | 11,7                                          |
| Precipitação (mm)                             | 176                                           | 170                                           | 145                                           | 153                                           | 160                                           | 174                                           | 138                                           | 155                                           | 176                                           | 193                                           | 141                                           | 178                                           | 1 959                                         |
| Fonte: Climate-Data.org                       |                                               |                                               |                                               |                                               |                                               |                                               |                                               |                                               |                                               |                                               |                                               |                                               |                                               |

Quanto à vegetação, no início da colonização, o território era coberto de florestas planaltinas de mata virgem, nelas predominado as araucárias (pinheiros) e as madeiras nobres. O solo é do tipo litólico, laterético, constituído de terra avermelhada ou roxa e fértil. O sub-solo é de formação vulcânica, predominando a rocha basáltica.
Com atinência a hidrografia, São Miguel do Oeste pertence à bacia do rio Uruguai, da qual são tributários os Rios das Antas, Peperi-Guaçu e das Flores. As principais correntes de água do município são: Rio das Antas e Arroios Rabo de Galo, Lajeado Direito, Guamerim (que atravessa o Centro), Cambuim, Famoso, Canela Furada, Gramado, Gramadinho, Jacutinga, da Divisa, do Meio, Veado, Veadinho, Caxias e Sanga Jundiá.
A zona urbana conta com área de 21,4 km², subdividida em lotes urbanos de, em média 1.000m² cada um, todos numerados e servidos por ruas quase todas asfaltadas. A zona rural, com área de 214,6 km², é formada por lotes rurais de aproximadamente 25 hectares cada um. As principais localidades rurais são: Tupanci, Lajeado Direito, Gramado, Bela Vista das Flores, Cruzinhas, Modelo, Waldemar, Barra do Guamerim, Jacutinga, Guamerim, Santa Catarina, Emboaba, Caxias, Santa Filomena, Nossa Senhora Aparecida, Oito de Março, Dois Irmãos, Vinte e Seis de Outubro, Vista Alta, Pedreira, São Domingos, Nereu Ramos, Sete de Setembro, Três Curvas, Pinheirinho, Limeira, Gramadinho, Fátima, Campo Salles, Três Barras, Canela Gaúcha, São Pedro, São João, Santana e Jacutinga do Guamerim.

## Economia

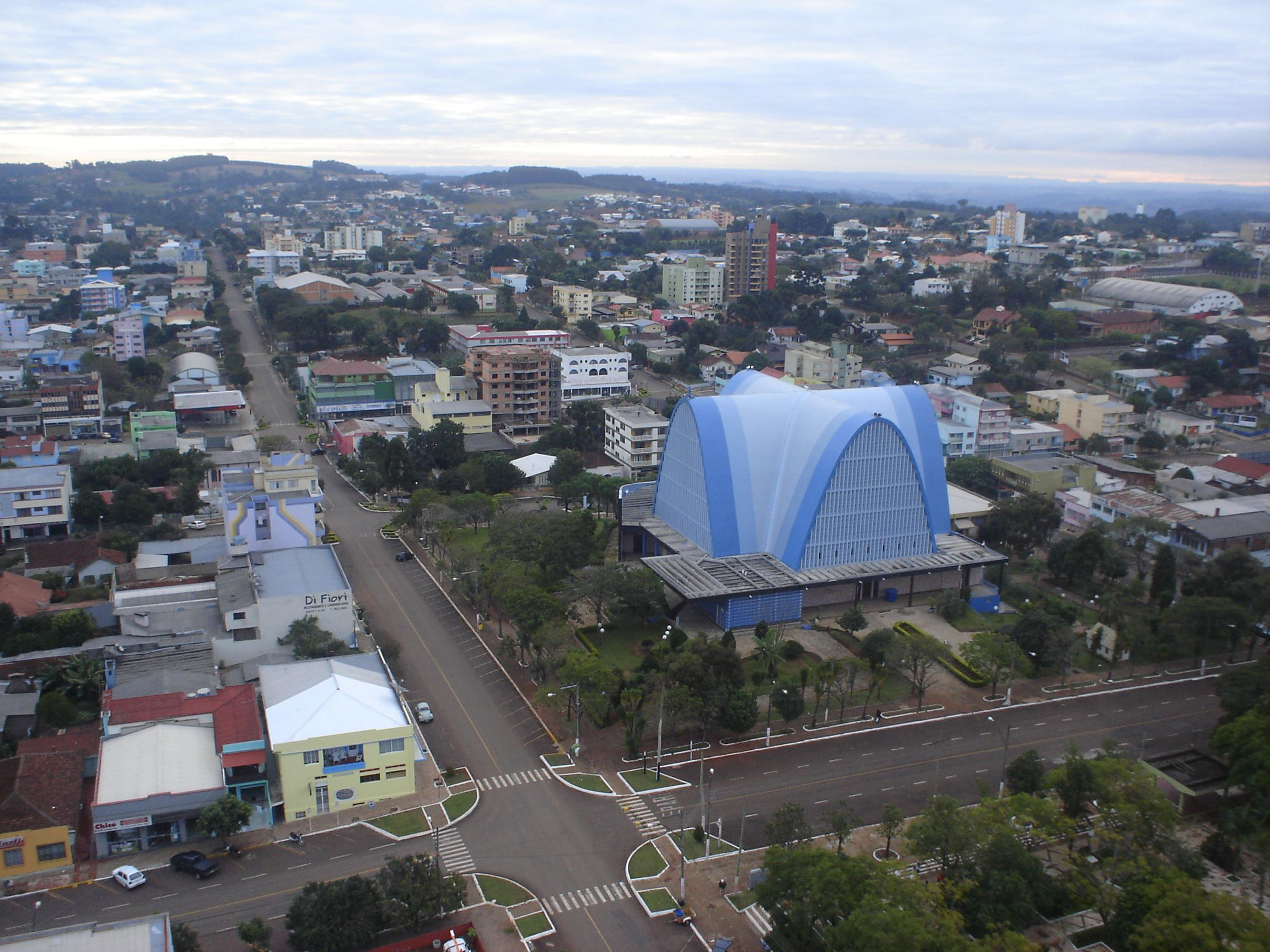
Parcial do Centro Miguel-Oestino.

O município de São Miguel do Oeste pertence a uma região do país, onde existem cerca de 200 municípios, que juntos somam mais de 2 milhões de habitantes. É considerada a "capital do extremo-oeste", referência para no mínimo 170 mil habitantes. Seu parque industrial é diversificado, sendo que os setores que mais se destacam é o metal-mecânico (que vem se especializando na produção de equipamentos para frigoríficos), transportes, móveis e softwares.
São Miguel do Oeste possui muitos estabelecimentos industriais, sendo a grande maioria de pequeno porte. Além da Indústria, a construção civil e o comércio são importantes fonte de renda, sendo estas as que mais movimentam a cidade.
São Miguel do Oeste também é um município que se destaca na agricultura e pecuária familiar. Desde a metade do século XX, a região miguel-oestina é utilizada para o plantio de milho e a criação de gado. Posteriormente, na década de 1980, começou o plantio de soja, feijão e de fumo, visando a venda para a industrialização. O plantio de fumo hoje é, sem sobra de dúvidas o destaque da agricultura regional. Em SMO, a agricultura é o setor econômico que menos contribui para o PIB, talvez porque, todo o plantio é feito por famílias, que ficam com parte da colheita para consumo próprio, o que dá pouco giro monetário. A cidade é, juntamente com Chapecó, Xanxerê e Concórdia, destaques nacionais pelo dinamismo de suas atividades agroindustriais.

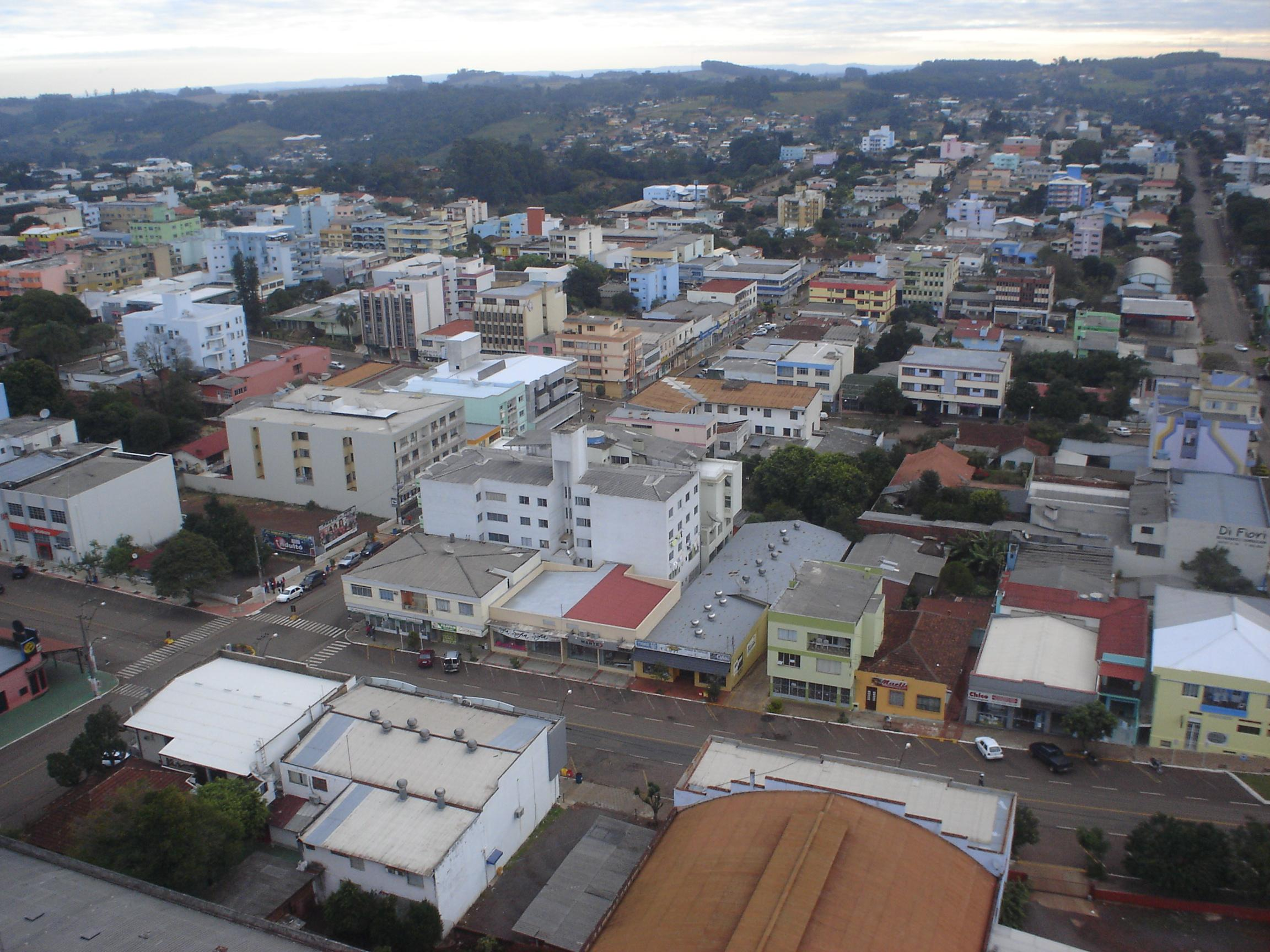
Parcial do Centro Miguel-Oestino.

A região destaca-se também pela grande quantidade de granjas de frangos, tanto de corte como de postura. No entanto, um dos grandes destaques da economia, é a criação de gado leiteiro. Com uma grande quantidade de pecuaristas voltados a produção leiteira, a região conta com uma das melhores bacias leiteiras do estado, e exporta o seu leite para os três estados do sul do país. O município ainda possui um grande número de criadores de suínos, por contar com dois frigoríficos de abate na cidade. A classe ainda conta com problemas como o embargo de alguns países em relação a carne suína brasileira, a criação de forma inadequada e as rigorosas normas preventivas contra a poluição de rios e mananciais. Mas estes pecuaristas vão em busca de fontes alternativas de renda, como piscicultura, apicultura e fruticultura.

## Turismo

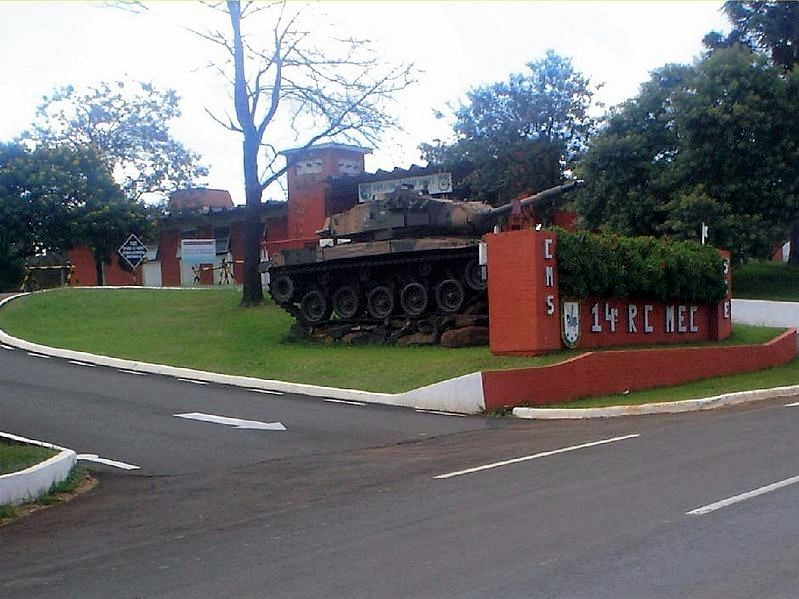
Entrada do 14º RC MEC.

São Miguel do Oeste é um verdadeiro portal de turismo do Mercosul. A cidade é muito utilizada como ponto de parada de turistas argentinos, paraguaios e chilenos que vêm por terra ao Brasil. São Miguel do Oeste situa-se em um ponto estratégico em relação a atrativos turísticos já consolidados, como as Cataratas do Iguaçu e a Região das Missões. O município fica a apenas 60 km de Salto do Yucumã, o maior salto longitudinal do planeta, embora ainda seja muito pouco explorado, e da Coluna Prestes, retratada no Museu Rural São Jorge, situado no município de Guaraciaba, distante 15 km. Os amantes do ecoturismo têm diversas opções de lazer e ainda podem contar com empresas especializadas no assunto. São Miguel do Oeste conta com a melhor infraestrutura hoteleira, gastronômica, de turismo e de lazer de toda a região.
A Expo São Miguel (Exposição Agroindustrial de São Miguel do Oeste) acontece de dois em dois anos, no parque de Exposições Irineu Gransotto, e é um dos acontecimentos mais importantes do município, atraindo centenas de turistas. É uma feira multi setorial, e é direcionada a exposição de empresas da região.

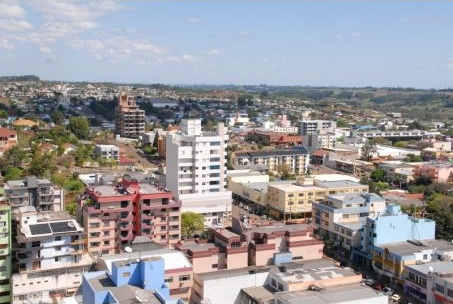
Parcial do Centro.

O Motocão (Encontro Internacional de Motociclistas), acontece todos os anos, e está na sua décima segunda edição. O Motocão traz motociclistas de todos os cantos do Brasil e até de outros países, principalmente da Argentina, Paraguai, Chile e Uruguai. É realizado no centro miguel-oestino, nas proximidades da praça central. Na edição de 2009 movimentou cerca de 35 mil pessoas, praticamente duplicando a população da cidade. O Motocão é considerado o maior encontro de motociclistas de Santa Catarina, e fica entre os três melhores do Sul do Brasil. Certamente o Motocão é o maior evento do município, superlotando toda a rede hoteleira de São Miguel do Oeste e região.
A Feira da Melancia, Feira da Terneira, Feira da Uva e Fermuser (Festival Regional da Música Sertaneja) são eventos que acontecem geralmente no mês de Março, e são realizados no Parque de Exposições Irineu Gransotto. No ano de 2008, estas feiras aconteceram simultaneamente, levando a ser a maior feira já realizada.
O São Miguel Tchê, evento tradicionalista de São Miguel do Oeste, é um dos maiores da cidade. O São Miguel Tchê, é organizado pelo CTG (Centro de Tradições Gaúchas) Porteira Aberta, sob a atual patronagem de Neuza Folmes e apoio do prendado em gestão (2018/2020): Melissa Andres Schons (Primeira prenda adulta), Luiza Cristina Lorencett (Segunda prenda adulta), Poliana Maria Schons (Terceira Prenda adulta), Leonardo Canapelle Sott (Primeiro peão adulto) e Gustavo Canapelle Sott (Segundo peão adulto), Marines Andres (Primeira prenda veterana) e Cleverson Venicio (Primeiro peão veterano), de SMOeste e pelos Piquetes de Laçadores. Ele traz piquetes, e CTGs de várias cidades sulistas. As principais atrações geralmente são as Provas de Laço, e as gineteadas. A maior edição foi a de 2008, que ocorreu simultaneamente com a feira da Melancia, e somou mais de 35 mil pessoas circulando no Parque durante todos os dias de festa, e mais de 70 piquetes cadastrados. Outro grande atrativo do Rodeio, são os shows. É realizado geralmente no início do ano.

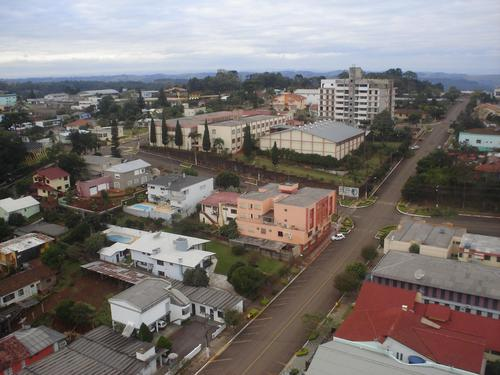
Parcial da cidade.

A Igreja Matriz São Miguel Arcanjo é o principal ponto turístico da cidade, pelo seu tamanho e seu formato totalmente diferenciado. Chama a atenção por ser maior de cidades como Chapecó e Lages, mostrando que a sua construção foi cara e imaginando o futuro. Dentro da área a Igreja, existe um busto do Padre Aurélio Canzi, um dos desbravadores da cidade e idealizador do projeto da Igreja; e uma réplica da primeira Igreja miguel-oestina em tamanho reduzido. Existem ainda a Gruta Nossa Senhora de Lurdes com o Jazigo do Padre Aurélio Canzi, que fez história na cidade por andar a cavalo por toda a região extremo-oeste, pregando a religião católica e por ser o maior líder religioso que já passou por São Miguel.
Estátua do Desbravador, monumento em homenagem a todo o povo que desbravou a região, que na época era coberta de mata fechada. A estátua é feita de ferro, lembrando a força de vontade de todo o povo colonizador. O estátua é de autoria de Paulo de Siqueira, e está situada na Praça Walnir Bottaro Daniel, que é outro ponto turístico da cidade. Ela conta com árvores nativas, parque infantil, chafariz, palanque para comemorações e festas do município. No coração da praça, existe uma homenagem e um busto de Walnir Bottaro Daniel, ex-prefeito da cidade.
O Aniversário do Município, comemorado no dia 15 de Fevereiro sempre conta com uma programação especial. A data é feriado municipal, e a prefeitura miguel-oestina geralmente produz um bolo gigante, com a idade em metros do município. Além de promoções especiais no comércio, é produzido shows gratuitos, e instalação de brinquedos para as crianças brincarem.
A Festa do Padroeiro, dia 29 de Setembro, é feriado municipal. O Padroeiro miguel-oestino é São Miguel Arcanjo, considerado pela Igreja Católica o chefe dos exércitos celestiais e o padroeiro universal da religião. Também é o anjo do arrependimento e da justiça, e o responsável por livrar as pessoas do demônio. Em São Miguel do Oeste, todos os anos é organizado uma programação especial pela Igreja Católica em comemoração ao padroeiro. A festa geralmente conta com um almoço de confraternização no salão da Igreja e missa especial.
O Carnaval de Rua, voltou a ser realizado em São Miguel do Oeste em 2006, finalizando as comemorações dos 52 anos do município. A prefeitura disponibiliza shows gratuitos, e desfile dos blocos de carnaval adultos e infantis pela rua Duque de Caxias. Na edição de 2009, contou com mais de 15 mil pessoas circulando pelo centro, e diversos blocos com carros alegóricos e bateria. É um dos principais carnavais do Oeste, considerado por muitos menor somente que o de Joaçaba.
CTG Porteira Aberta, com fundação em 1959, é o Centro de Tradições Gaúchas mais antigo do estado. Suas instalações ficam no centro da cidade e realiza trabalhos como dança e canto. O CTG realiza a pelo menos três décadas, um rodeio, chamado Rodeio Inter-Estadual de SMO, hoje rebatizado como "São Miguel Tchê". O CTG tem além de sua sede social, duas sedes campeiras com complexo pronto para rodeios. Uma a beira da BR-282, em direção a Paraíso, e outra integrada ao Parque de Exposições, a beira da SC-386.
O CRASMO Clube de Radioamadores de São Miguel do Oeste, fundado em 22 de Junho de 1960 por iniciativa de Ruy Arcádio Luchesi (PY5ZI) foi o primeiro clube de Radioamadores de Santa Catarina. O CRASMO obteve do DENTEL a licença para funcionamento da estação PY5RA (Hoje PP5RA ), em 20 de Fevereiro de 1969 , e o clube foi declarado de utilidade pública pela Lei Municipal numero 47 , de 08 de Maio de 1961.

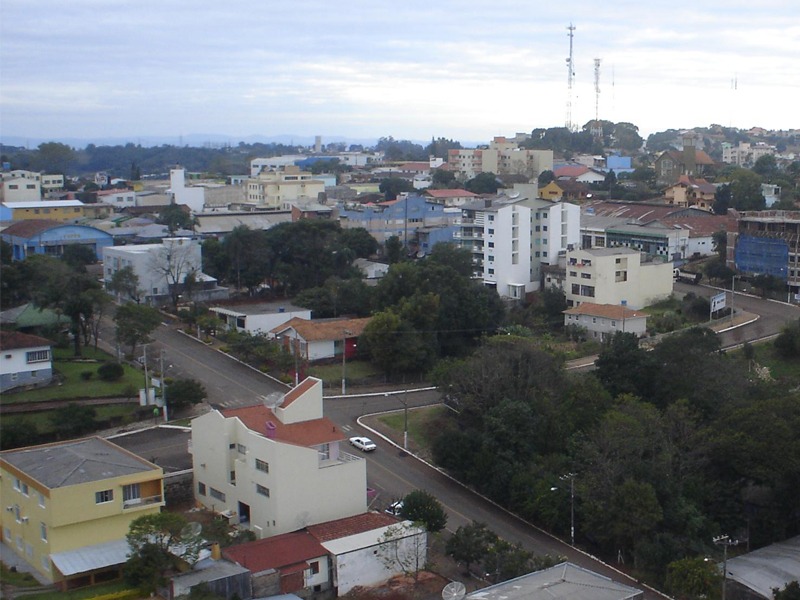
Parcial da cidade.

O Natal com Amor e Paz que geralmente começa no dia 30 de Novembro, com a chegada do Papai Noel de helicóptero tem uma edição todo ano, mas seu nome geralmente é modificado. Todo o mês de dezembro, perambula pelas ruas da cidade o trenó do Papai Noel, levando as crianças para um passeio por todo o centro miguel-oestino. A Igreja Matriz São Miguel Arcanjo, Gruta Nossa Senhora de Lurdes, a Praça Walnir Bottaro Daniel, a Prefeitura Municipal, o Museu Municipal e todas as rótulas e postes da cidade são enfeitados com iluminação especial, e com arranjos de Natal. O CDL (Câmara de Dirigentes Lojistas) organizam também uma competição para ver qual a loja mais bem enfeitada da cidade.
O Canta e Encanta São Miguel, teve sua segunda edição no mês de agosto de 2008. É uma mistura de eventos culturais, homenagem a artistas, estudantes, comemoração do Dia das Artes Nacionais e Dia do Folclore Brasileiro. Durante os seus dias, é realizado o FEMUTE (Festival Municipal de Teatro) a Mostra Municipal de Dança, o Encontro de Corais Louvor e Adoração, o Festival da Canção, o Encontro com a Juventude, e Exposição de Artesanatos, Livros e de Trabalhos Manuais. O Canta e Encanta São Miguel, também é conhecido como "Mês da Cultura"
O município também possui o Museu Histórico Municipal e o Estádio Municipal Padre Aurélio Canzi.

## Infraestrutura
Para chegar a São Miguel do Oeste a partir do litoral ou da Argentina, usa-se a BR-282, já para quem vêm do Paraná, pode usar a BR-163. A SC-386 é utilizada para quem vem do Rio Grande do Sul, e possui o seu traçado sob a BR-163, que vai até Tenente Portela/RS. A cidade conta com aeroporto asfaltado, de 1.280m x 18m, confortável rodoviária com linhas para várias cidades catarinenses e para as grandes cidades brasileiras.
O Aeroporto de São Miguel do Oeste está com projeto para ser expandido, para poder receber aeronaves maiores, e linhas aéreas diárias. Já dispoõe de sinalização e iluminação noturna. A infraestrutura de São Miguel do Oeste inclui ainda um setor hoteleiro com 6 empreendimentos, 3 hospitais particulares, 265 leitos hospitalares, um hospital público regional, (que proporcionou mais 62 leitos e 10 UTI's),  Também foi inaugurado área de Oncologia, que antes era realizada em Chapecó ou Florianópolis. Uma Unidade de Pronto Atendimento (UPOA 24H), Uma unidade do SAMU, 8 Unidades Básicas de Saúde, 05 Extensões de Unidades Básicas de Saúde, e 2 Unidades de Saúde Centrais. A cidade ainda conta com 31 Escolas de Ensino Fundamental e Médio, sendo o Colégio La Salle Peperi, o mais antigo e melhor colégio particular da cidade, 9 Agências Bancárias, 199 Empresas Industriais, 868 Empresas Comerciais, 1.123 Prestadores de Serviços, 558 Profissionais Autônomos, 3 Cooperativas de Crédito, 4 Empresas de Financiamento de Crédito, 3 Emissoras de Rádio FM e 2 de AM, 5 Jornais Bi-Semanais, 1 diário e 5 Canais de televisão.

## Segurança

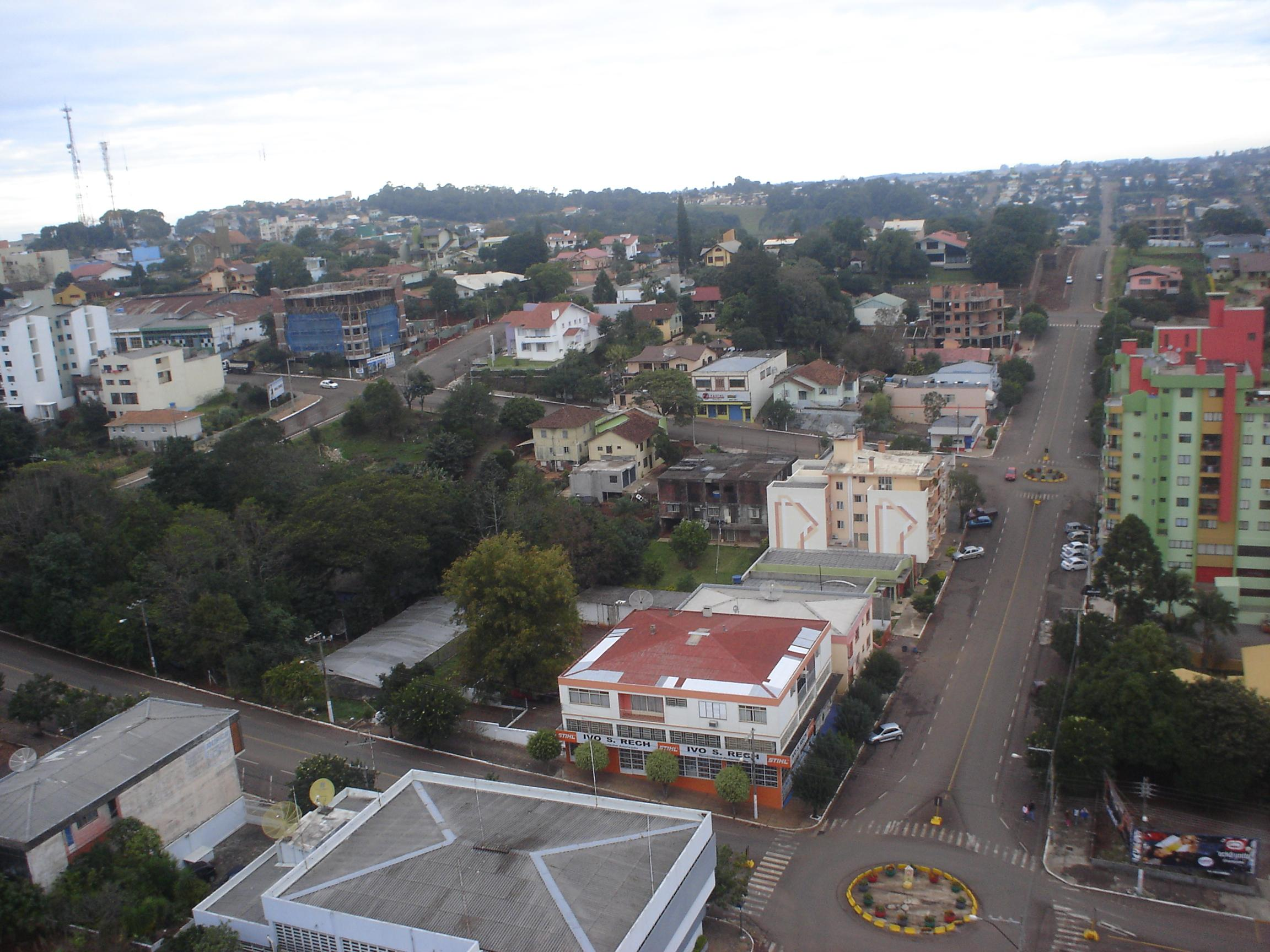
Parcial da cidade.

São Miguel do Oeste conta com a atuação de seu Batalhão da Polícia Militar, o 11º BPM, para fazer a segurança do município. Também é sede da 9ª Região de Polícia Militar. São Miguel do Oeste ainda possui uma unidade do Exército Brasileiro, o 14º Regimento de Cavalaria Mecanizado, localizado no trevo de acesso da cidade. O 14º R C Mec faz a segurança de toda a fronteira Catarinense com a Argentina e recebeu, no ano de 2006, o Prêmio Catarinense de Excelência de Qualidade. O Regimento possui uma localização estratégica, próxima à fronteira, e realiza operações conjuntas com outros órgãos de Segurança Pública (OSP) visando a diminuição do tráfico de drogas e armas. Também atua no controle sanitário, fiscalizando a entrada de animais na fronteira com a Argentina e divisa com o Paraná e com o Rio Grande do Sul.
Para a segurança das rodovias, a região de SMOeste tem a Polícia Rodoviária Federal de Guaraciaba, cujo posto foi inaugurado em dezembro de 2014, fazendo a segurança da BR-282 no trecho São Miguel do Oeste/Maravilha e São Miguel do Oeste/Argentina. Na BR-163, o trecho São Miguel do Oeste/Guaraciaba também é circunscrição do posto de Guaraciaba. Com as atividades de fiscalização e segurança por parte da PRF, reduziu-se muito a ocorrência de acidentes graves e mortes causadas por estes acidentes. Até Descanso e Bandeirante, a segurança é feita pela Polícia Militar Rodoviária, pelo seu posto localizado em Iporã do Oeste.
A cidade também é sede do 12º Batalhão do Corpo de Bombeiros Militar (12º BBM), cujas instalações localizam-se próximo ao quartel do 11º BPM e da Polícia Militar Ambiental. As equipes de emergência da sede do Batalhão atendem diretamente, além de São Miguel do Oeste, mais outros quatro municípios (Bandeirante, Belmonte, Descanso e Paraíso). Além do quartel localizado em São Miguel do Oeste, o 12º BBM é responsável por mais outros 9 (nove) quartéis, localizados em Anchieta, Cunha Porã, Dionísio Cerqueira, Guaraciaba, Iporã do Oeste, Itapiranga, Maravilha, Palma Sola e São José do Cedro, atendendo uma circunscrição de 29 municípios compreendidos no extremo-oeste de Santa Catarina. São Miguel do Oeste também conta com o SAMU, Serviço de Atendimento Médico e Urgência, que possui uma ambulância de Suporte Avançado de Vida, conhecida como UTI, única do gênero em todo o extremo-oeste catarinense. Atualmente esta unidade está sediada nas dependências do 12º BBM. A cidade também estava servida de uma outra ambulância, uma Unidade de Suporte Básico (USB) do SAMU, porém a prefeitura desativou o serviço no final de 2018.
E, por fim, para a preservação do meio ambiente ecologicamente equilibrado, conta com os serviços do 2º Pelotão da 2ª Companhia do 2º Batalhão de Policia Militar Ambiental, localizado ao lado do Batalhão da Polícia Militar.

## Bairros
- Agostini. Bandeiras no Trevo Sul.
- Andreatta.

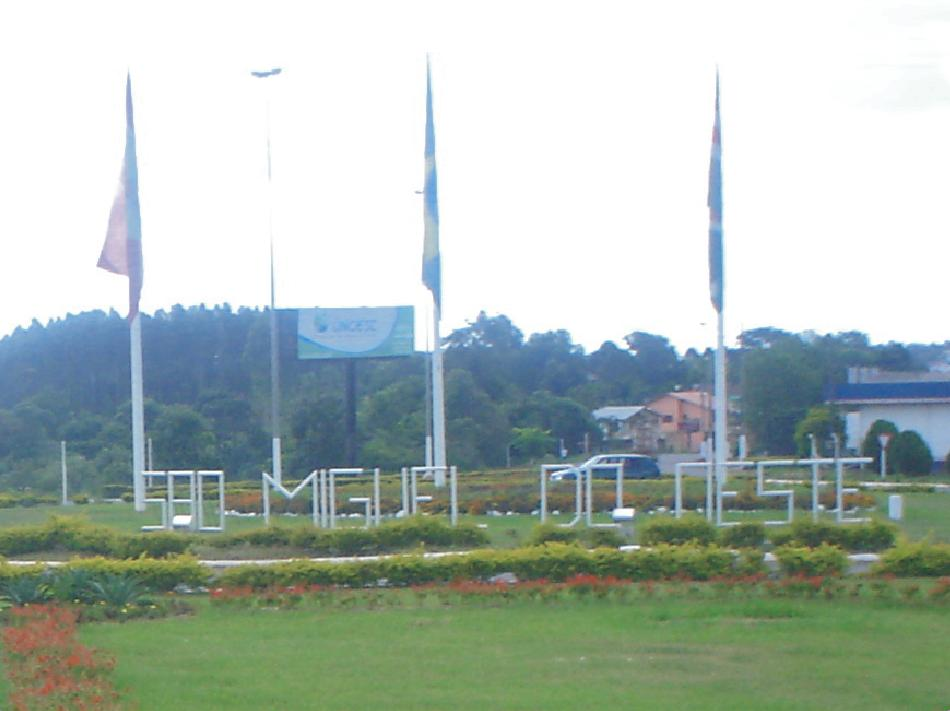
Bandeiras no Trevo Sul.

- Centro: É o principal bairro, por concentrar as atividades comerciais e bancárias. Suas principais vias são a Av. Getúlio Vargas e as ruas Sete de Setembro, Santos Dummont, Marcílio Dias, XV de Novembro, Duque de Caxias, Almirante Tamandaré, Almirante Barroso, La Salle e Barão do Rio Branco.
- Cohab: Bairro criado pela Companhia de Habitação de São Miguel do Oeste, com o intuito de construção de casas populares.
- Estrela.
- Jardim Peperi: Segundo maior bairro. Localiza-se no sudeste municipal, ficando as margens da rua Waldemar Rangrab..
- Progresso: Fica ao sudoeste da cidade, sendo cortado pela Avenida Willy Barth. Tem muita área a ser loteada, o que condiz a sua baixa densidade demográfica.
- Sagrado Coração: Localizado entre o Bairro São Luiz e Centro, é onde localiza-se o cemitério municipal. Faz divisa com os bairros Salete, Centro, Cohab, São Luiz e São Gotardo.
- Salete: Localiza-se no oeste do município, fazendo divisa com os bairros Sagrado Coração, Agostini e Cohab. Rio Peperi-Guaçu, na fronteira.

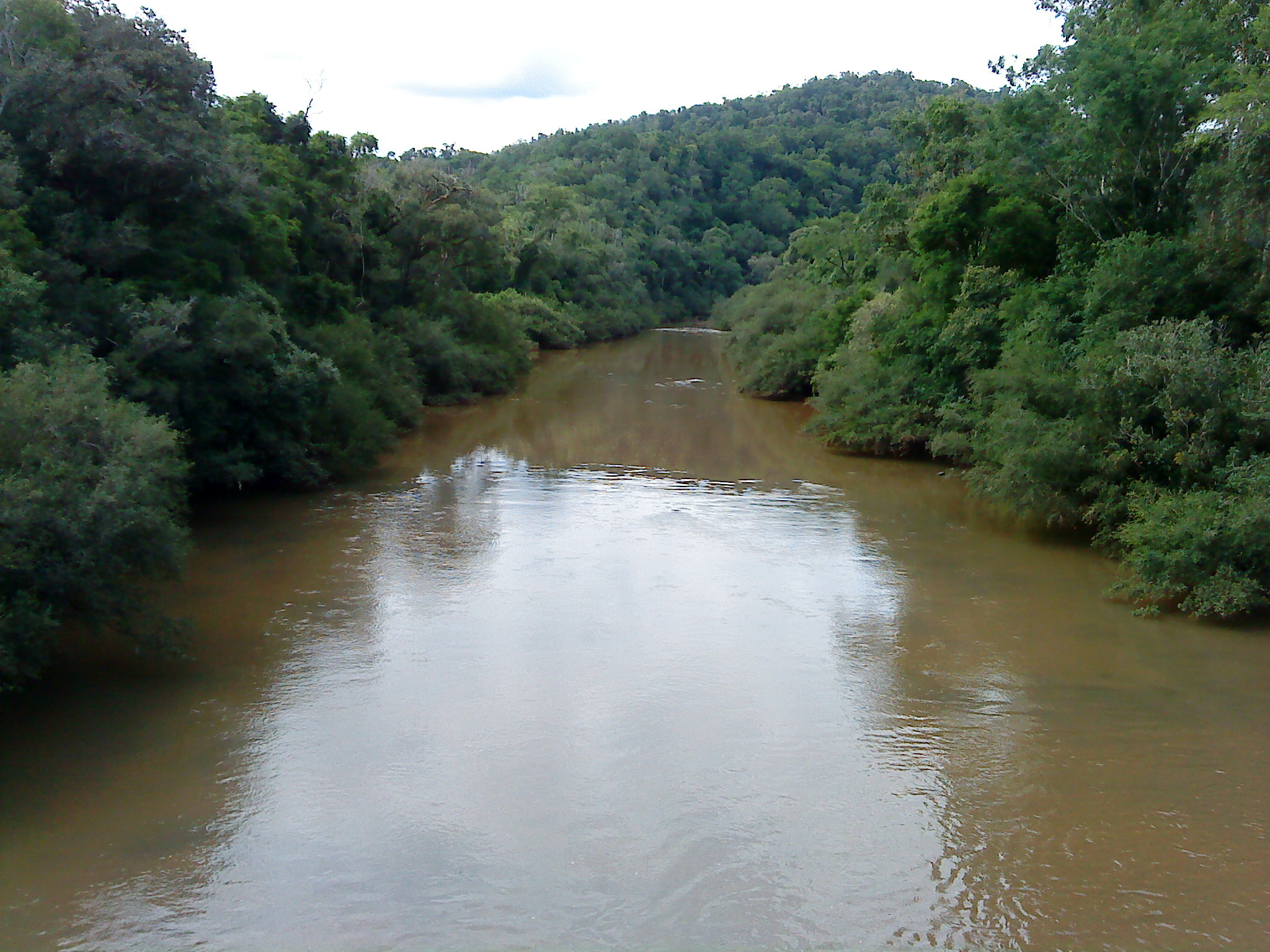
Rio Peperi-Guaçu, na fronteira.

- Santa Rita: Um dos bairros mais antigos de São Miguel do Oeste. Localizado na parte sul do município, faz divisas com o Bairro Progresso, São Jorge, Jardim Peperi e Linha Cruzinhas. Seus Principais acessos são a BR 282, a SC 386, Rua Willy Barth e a Waldemar Rangrab, sendo que todas dão acesso ao trevo de São Miguel que está localizado no bairro. Conta com dois educandários, sendo eles: A Escola de Educação Básica Santa Rita (Estadual) e o Grupo Escolar Atílio Luiz Calza (Municipal). Suas ruas principais são a Engenheiro Pereira Passos e a Marechal Deodoro.
- São Gotardo: Localiza-se ao leste da cidade. Conta com uma escola de Educação Básica e abriga o Hospital Regional do Extremo Oeste. É cortado pela Av. Willy Barth.
- São Jorge: O maior bairro do município em população. Suas principais ruas são a rua Waldemar Rangrab, XV de Novembro, 1º de Maio e Marquês do Herval.
- São Luiz: Próximo ao centro, suas principais ruas são, Waldemar Rangrab, Florianópolis e Marcílio Dias, que corta a cidade de norte a sul. Bairro este que abriga o Instituto Federal de Educação, Ciência e Tecnologia de Santa Catarina (IFSC).
- São Sebastião: Fica situado no nordeste municipal. Fica as margens da BR-163, próximo ao trevo norte, que liga São Miguel do Oeste à Paraíso-SC e à Argentina pela BR-282, e também à Guaraciaba pela BR-163 de São Miguel do Oeste.
- Villa nova I e II: criados em 2012 para recolocação de famílias que habitavam a favela do morro da fumaça em um novo loteamento chamado Vila Nova onde há casas populares.

## Esporte
O Clube Esportivo Guarani de São Miguel do Oeste também conhecido como Bugre do Oeste é o principal clube de futebol da região. Chegou a disputar o Campeonato Catarinense Profissional por cinco anos, mas por falta de apoio financeiro, acabou virando um clube amador. Nos clássicos contra Avaí e Chapecoense, o Estádio Padre Aurélio Canzi ficava completamente lotado, com a torcida bugrina fazendo uma grande festa pelo seu time. Após vários anos em dificuldades, o Bugre abandonou o futebol profissional. O Guarani ainda possui categorias de base sub-15 e sub-17, e também com time de futsal.

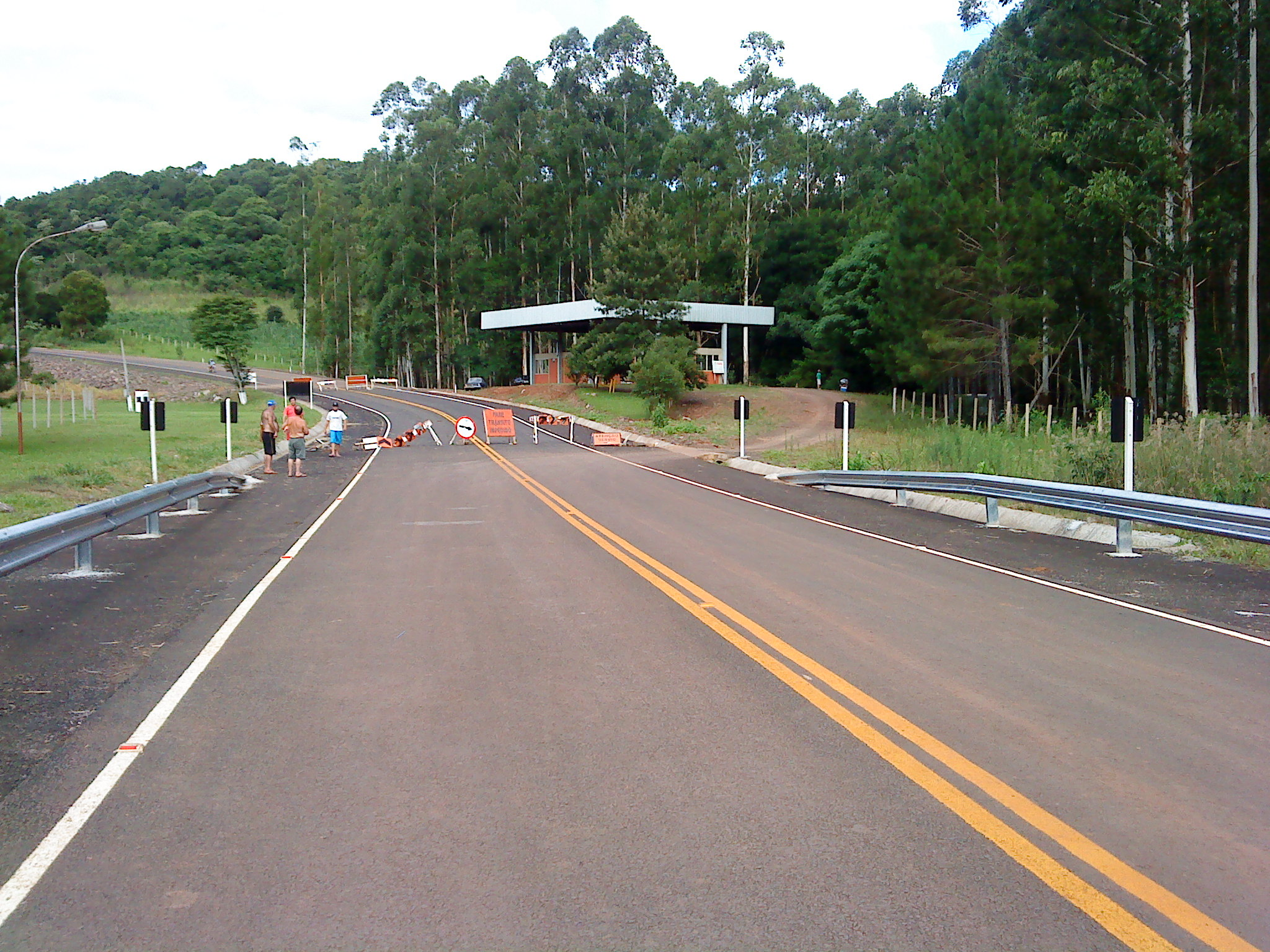
Fiscalização, na fronteira com a Argentina.

A ASME/UNOESC (Associação São Miguel de Esportes) é o principal clube de futsal do Oeste catarinense, suas cores são o verde, vermelho e branco. Fundada em 1992, seus principais títulos são a Copa RCC, a Copa Sul de Futsal e um tri-campeonato consecutivo da Copa Santa Catarina, nos anos de 2007, 2008 e 2009. Em 1998, foi vice-campeã da Divisão Especial, o principal campeonato do estado. Atualmente a ASME disputa a Divisão Especial, além da Copa Sul, Copa SC e campeonatos que é convidada. Manda seus jogos no Ginásio Municipal do Guarani e no Ginásio da Unoesc.
A ABASMO (Associação de Basquete de São Miguel do Oeste) é o clube de basquete que leva o nome de São Miguel do Oeste para todo o estado. A grande época da ABASMO foi na década de 1990, quando jogadores de outros estados eram contratados para jogar para São Miguel do Oeste, conquistando praticamente todos os títulos que disputava. A ABASMO da década de 1990 era uma seleção dos melhores jogadores de basquete de todo o centro-sul do Brasil. Hoje, a ABASMO disputa campeonatos ainda, mas somente com categorias de base, fazendo um lindo trabalho com adolescentes, mostrando o lado saudável da vida, e tirando os jovens das drogas.
Existem também várias escolinhas de Futsal na cidade. As principais são: Futsal Joni Gol (Centro de Educação e Treinamento Esportivo Joni), A.D.R. Toldo (Associação Desportiva e Recreativa Toldo)

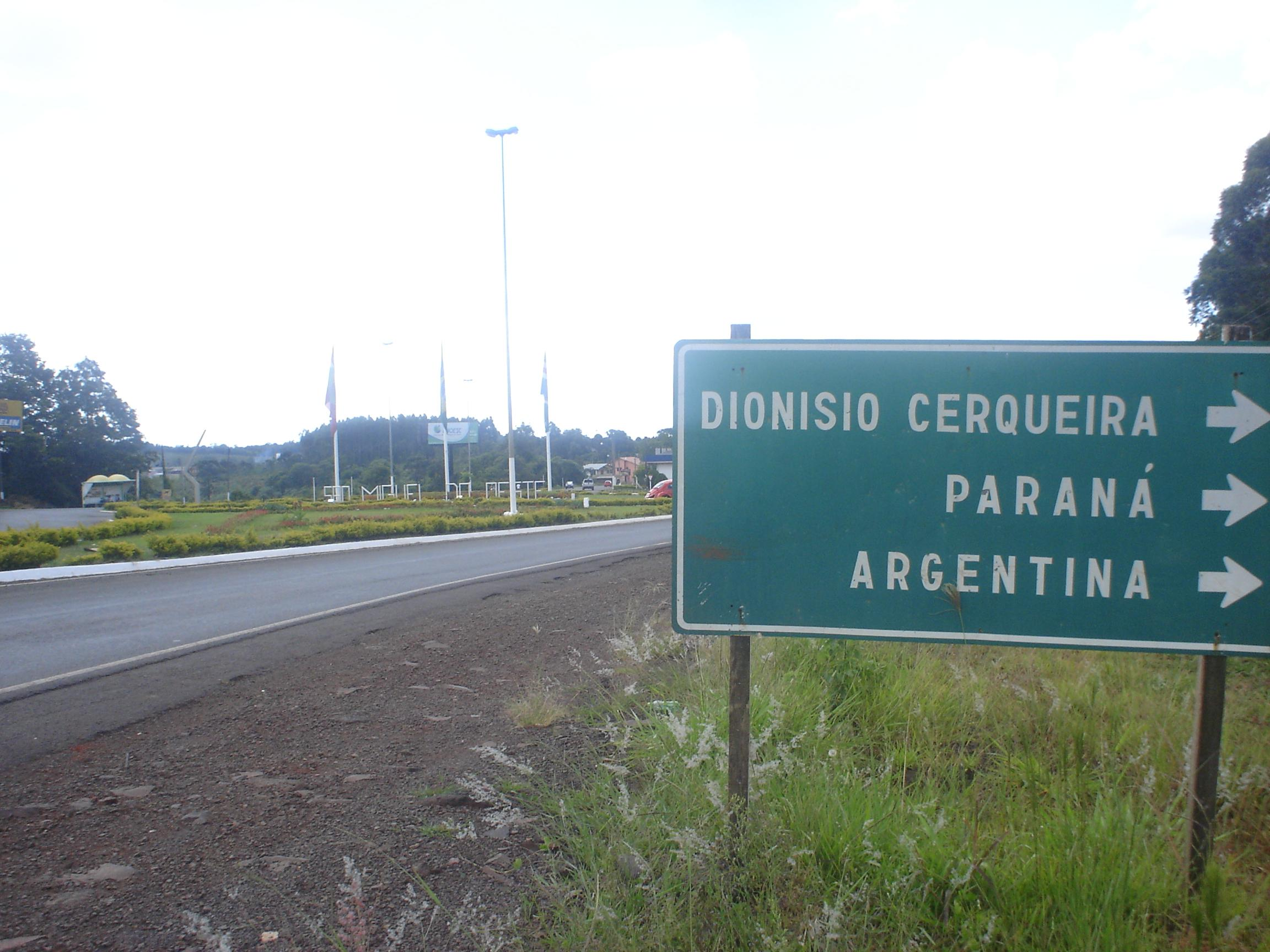
Trevo de SMOeste.

Há ainda a prática de esportes radicais, com diversos clubes e associações direcionadas a este fim, destacando-se o Voo a vela, Parapente, Aeromodelismo, Paraquedismo e o Kart.
São Miguel do Oeste ainda conta com empresas de consultoria de canoagem e escalada, utilizando a natureza regional como local para prática, destacando-se os rios das Flores e Peperi.
São Miguel do Oeste ainda conta com o Aeroclube de Planadores de São Miguel do Oeste (APSMO) que anualmente participa de competições a nível nacional, representando o município nos céus do brasil.
Kartódromo, localizado no parque de exposições Irineu Gransotto.

## Educação

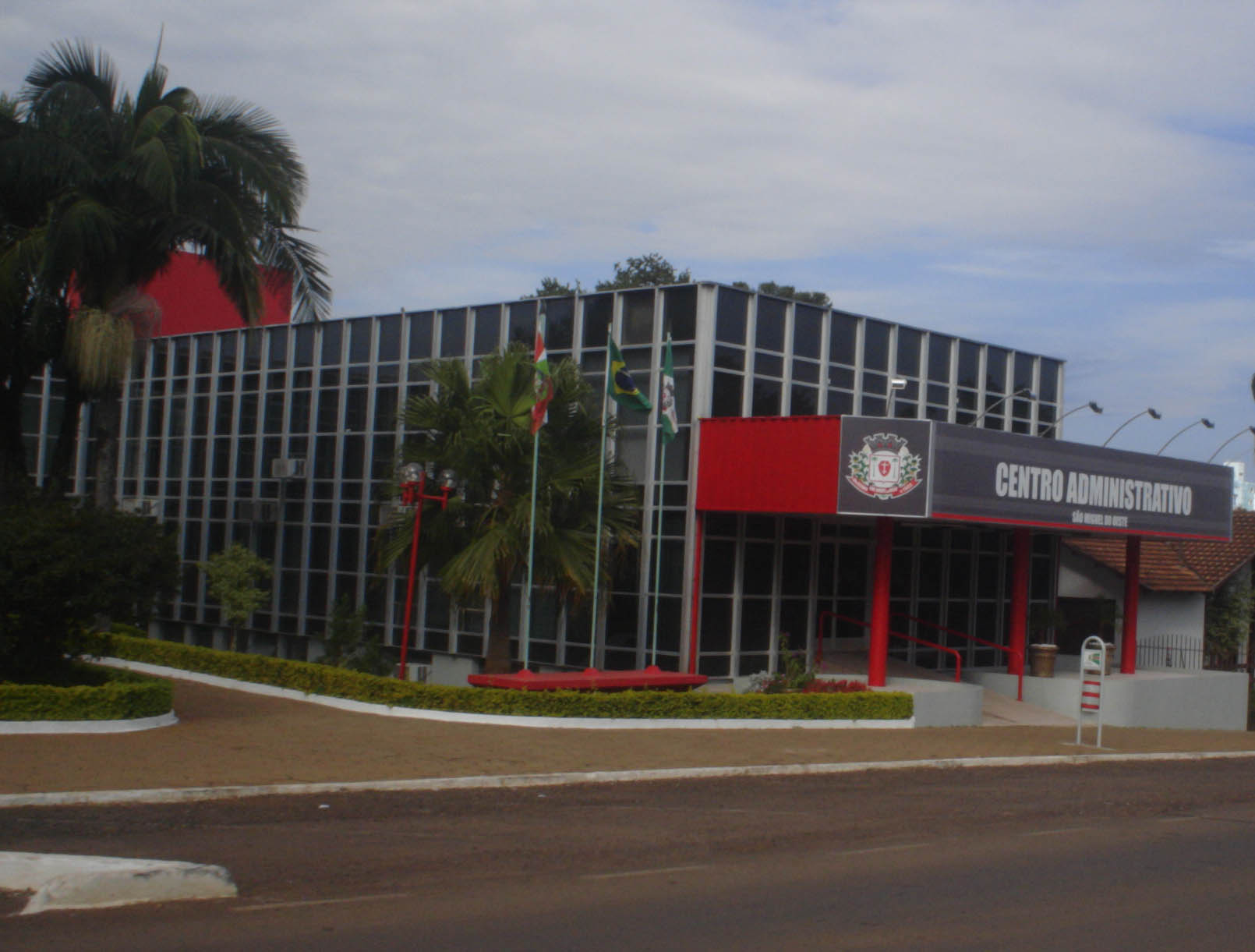
Prefeitura Municipal.

São Miguel do Oeste conta com 18 Escolas Municipais, 9 Estaduais, 4 Particulares, e uma Universidade, além de vários pólos de faculdades a distância. Está em construção uma unidade do Instituto Federal de Educação Tecnológica IFET.
São miguel do oeste conta também com  uma escola agrícola situada entre o município  de descanso na linha cruzinhas.
Dentre as escolas particulares, a cidade conta com o Colégio La Salle Peperi. Ele começou suas atividades ligadas a Província Lassalista de Porto Alegre-RS, em 3 de março de 1958, com a 1ª aula. Sua construção fora iniciada no ano de 1957. Há também o Colégio Jesus Maria José, que conta com a Rede de ensino Energia.
A cidade ainda possui um Centro de Ensino do SENAI, com Cursos Técnicos na área de Alimentos, Eletrometalmecânica, Informação Tecnológica, Informática, Metalmecânica, Segurança no Trabalho e o Ensino Médio Articulado com Educação Profissional, este último criado em 2007. A entidade ainda conta com um Curso Superior de Graduação na área de Laticínios. O SENAC também se faz presente na cidade com cursos superiores de tecnologia. A área oferecida é a de Gestão Comercial.
A Universidade do Oeste de Santa Catarina UNOESC se faz presente no município desde 1995, e conta atualmente com mais de 30 cursos que abrangem cerca de 35 municípios do Oeste Catarinense. Além disso abrange o sudoeste do Paraná, o noroeste do Rio Grande do Sul, e parte do território argentino. A cidade ainda conta com um pólo da UDESC (Universidade do Estado de Santa Catarina), que opera através do programa UAB (Universidade Aberta do Brasil), com um curso de graduação em Pedagogia. Há também um curso de aperfeiçoamento em Educação para Diversidade e Cidadania, oferecido pela UFSC (Universidade Federal de Santa Catarina) e um curso de aperfeiçoamento em Educação de Jovens e Adultos na Diversidade, oferecido pelo Instituto Federal de Santa Catarina (IF-SC) com 180 horas de duração.